# Доньи-Мартиянец
Доньи-Мартиянец (хорв. Donji Martijanec) — община с центром в посёлке Мартиянец на севере Хорватии, в Вараждинской жупании. Население 430 человек в посёлке Мартиянец и 4327 человек во всей общине (2001), в которую кроме Мартиянеца входит ещё 10 деревень, причём в трёх деревнях общины проживает большее число жителей чем в центре общины. Подавляющее большинство населения — хорваты (98,9 %).
К северу от посёлка располагаются обширные сельскохозяйственные угодья равнинной Подравины, к югу — северные склоны восточной части Иваншчицы (Топличские горы).
Посёлок Мартиянец находится в 10 км к юго-востоку от Вараждина и в 5 километрах к западу от Лудбрега. Через посёлок проходит местная дорога D2088, соединяющая Лудбрег и автомагистраль A4. Рядом с Мартиянцем расположена железнодорожная станция на линии Вараждин — Лудбрег — Копривница. В 4 км к северу протекает Драва. Название посёлок получил по приходской церкви Святого Мартина.